# Бжозове-Блота
Бжозове-Блота (пол. Brzozowe Błota) — село в Польщі, у гміні Слівиці Тухольського повіту Куявсько-Поморського воєводства.
Населення — 102 особи (2011).
У 1975-1998 роках село належало до Бидгощського воєводства.

## Демографія
Демографічна структура станом на 31 березня 2011 року:
|          | Загалом | Допрацездатний вік | Працездатний вік | Постпрацездатний вік |
| -------- | ------- | ------------------ | ---------------- | -------------------- |
| Чоловіки | 47      | 16                 | 27               | 4                    |
| Жінки    | 55      | 15                 | 30               | 10                   |
| Разом    | 102     | 31                 | 57               | 14                   |